# Cobelura
Cobelura es un género de escarabajos longicornios de la tribu Acanthocinini.

## Especies
- Cobelura claviger (Bates, 1885)
- Cobelura howdenorum Corbett, 2004
- Cobelura lorigera Erichson, 1847
- Cobelura peruviana (Aurivillius, 1920)
- Cobelura sergioi Monné, 1984
- Cobelura stockwelli Corbett, 2004
- Cobelura vermicularis Kirsch, 1889
- Cobelura wappesi Corbett, 2004